# 李堡镇
李堡镇，是中华人民共和国江苏省南通市海安市下辖的一个乡镇级行政单位。

## 行政区划
李堡镇下辖以下地区：
三贤社区、赤岸社区、杨庄社区、丁所社区、李西社区、李堡社区、陈庄村、新庄村、桑周村、堡河村、中凌村、红旗村、蒋庄村、曹园村、储洋村、李灶村、三里村、光明村、园墩村和富庄村。